# 内部障害
内部障害（ないぶしょうがい）は、身体障害者福祉法に定める、肢体不自由以外の体の内部の障害である。

## 概要
体の内部に障害を有するため、外見上では他者に理解を得づらく、障害者用の駐車スペースに車を置くと警備員に注意される、電車やバスの優先席に座ると冷ややかな目で見られる、などの経験が多いとされる他、就職・就業にも支障が出る場合がある。
学校教育上は、「病弱(身体虚弱を含む。)」のカテゴリで扱われる場合があるため、対象となる児童・生徒は、「病弱者(身体虚弱者を含む.)に関する教育」を扱う特別支援学校・特別支援学級で教育を受けるケースが多い。そのためか、18歳未満の者が内部障害を有する状態であっても、「内部障害者」と呼ぶケースはあまり多くない。

### 内部障害の定義と種類
身体障害者福祉法で定める障害のうち、
1. 心臓機能障害
2. 腎臓機能障害
3. 呼吸器機能障害
4. 膀胱・直腸機能障害
5. 小腸機能障害
6. ヒト免疫不全ウイルスによる免疫機能障害（HIV感染症）
7. 肝臓機能障害

の7つを指す。

### 内部障害の統計
高齢・障害者雇用支援機構による5年ごとの身体障害者実態調査が行われている。
- 2006年度身体障害者実態調査

| 65歳以上 | - | 63.5 %          |
| 内部障害者 | - | 107万人、30.7 % |
| \| 内訳 - \| \| \| \| 心臓機能障害者 \| - \| 59万5,000人 \| \| 腎臓機能障害者 \| - \| 23万4,000人 \| \| 膀胱・直腸機能障害者 \| - \| 13万5,000人 \| \| 呼吸器機能障害者 \| - \| 9万7,000人 \| \| 小腸機能障害者 \| - \| 8,000人 \| \| ヒト免疫不全ウイルスによる 免疫機能障害者 \| - \| 1,000人 \| |   |                 |
| 内訳 - |   |                 |
| 心臓機能障害者 | - | 59万5,000人     |
| 腎臓機能障害者 | - | 23万4,000人     |
| 膀胱・直腸機能障害者 | - | 13万5,000人     |
| 呼吸器機能障害者 | - | 9万7,000人      |
| 小腸機能障害者 | - | 8,000人         |
| ヒト免疫不全ウイルスによる 免疫機能障害者 | - | 1,000人         |

| 内訳 -                                    |   |             |
| 心臓機能障害者                            | - | 59万5,000人 |
| 腎臓機能障害者                            | - | 23万4,000人 |
| 膀胱・直腸機能障害者                      | - | 13万5,000人 |
| 呼吸器機能障害者                          | - | 9万7,000人  |
| 小腸機能障害者                            | - | 8,000人     |
| ヒト免疫不全ウイルスによる 免疫機能障害者 | - | 1,000人     |

## 内部障害者更生施設
「障害者自立支援法に基づく障害者支援施設の設備及び運営に関する基準」によって定められた、内部障害者の自立支援のための生活訓練・職業訓練を行う福祉施設。

## 公的機関の対処
- 東京都交通局 - 都営バスにおいて「内部障害者の方への配慮」として、内部障害者から乗務員へ体調不良の訴えがあった場合の対処法を制定している[4]。